# 新埃斯佩蘭薩 (聖地亞哥-德爾埃斯特羅省)
新埃斯佩蘭薩（西班牙語：Nueva Esperanza），是阿根廷的城鎮，位於該國北部聖地亞哥-德爾埃斯特羅省，是佩萊格里尼縣的首府，海拔高度322米，該地區的地震活動頻繁和低強度，2010年人口5,145。